# Illarion Michajlovič Prjanišnikov
Illarion Michajlovič Prjanišnikov (rusky: Илларион Михайлович Прянишников; 20. března 1840 – 24. března 1894 Moskva) byl ruský malíř, jeden ze zakladatelů uměleckého družstva Peredvižnici.

## Životopis
Narodil se 20. března 1840 ve vesnici Timašovo v Borovském újezdu Kalužské gubernie (dnešní Borovský okres Kalužské oblasti) do rodiny obchodníka. V letech 1856 až 1866 studoval na Moskevské škole malířství, sochařství a architektury ve třídách Jevgrafa Sorokina a Sergeje Zarjanka.
Od roku 1873 až do své smrti byl učitelem na MSoPSA. Mezi jeho nejznámější žáky patří Konstantin Korovin, Vitold Bjalynickij-Birulja, Michail Nestěrov a Alexej Stěpanov.
Od počátku existence svazu peredvižníků byl jeho členem a od druhé výstavy byl jedním z ředitelů svazu. Přestože žil převážně v Moskvě, často navštěvoval ruský sever, kde pracoval. Podílel se na výzdobě původní katedrály Krista Spasitele, který byl zbořen v roce 1931.
Zemřel 24. března 1894 v Moskvě. Krátce po svých 54. narozeninách.

## Dílo

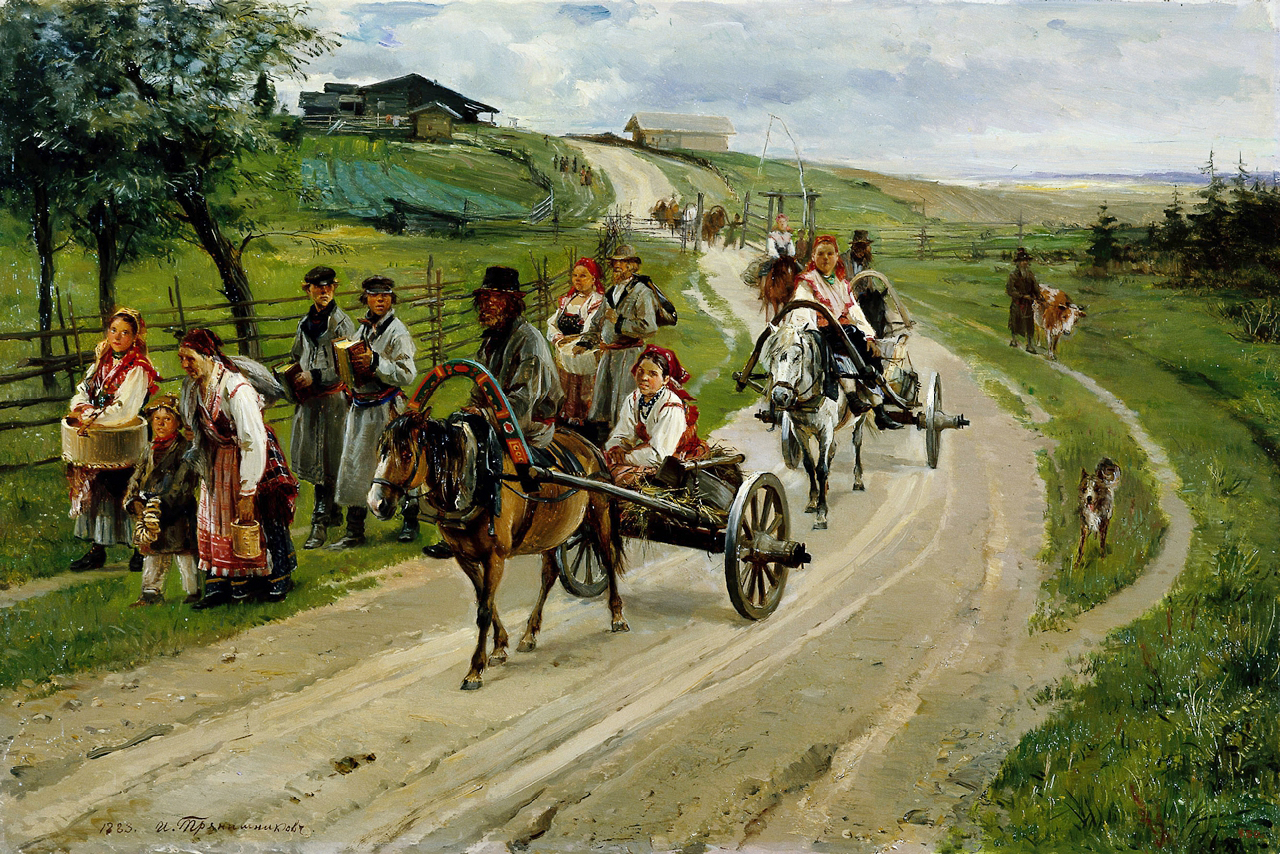
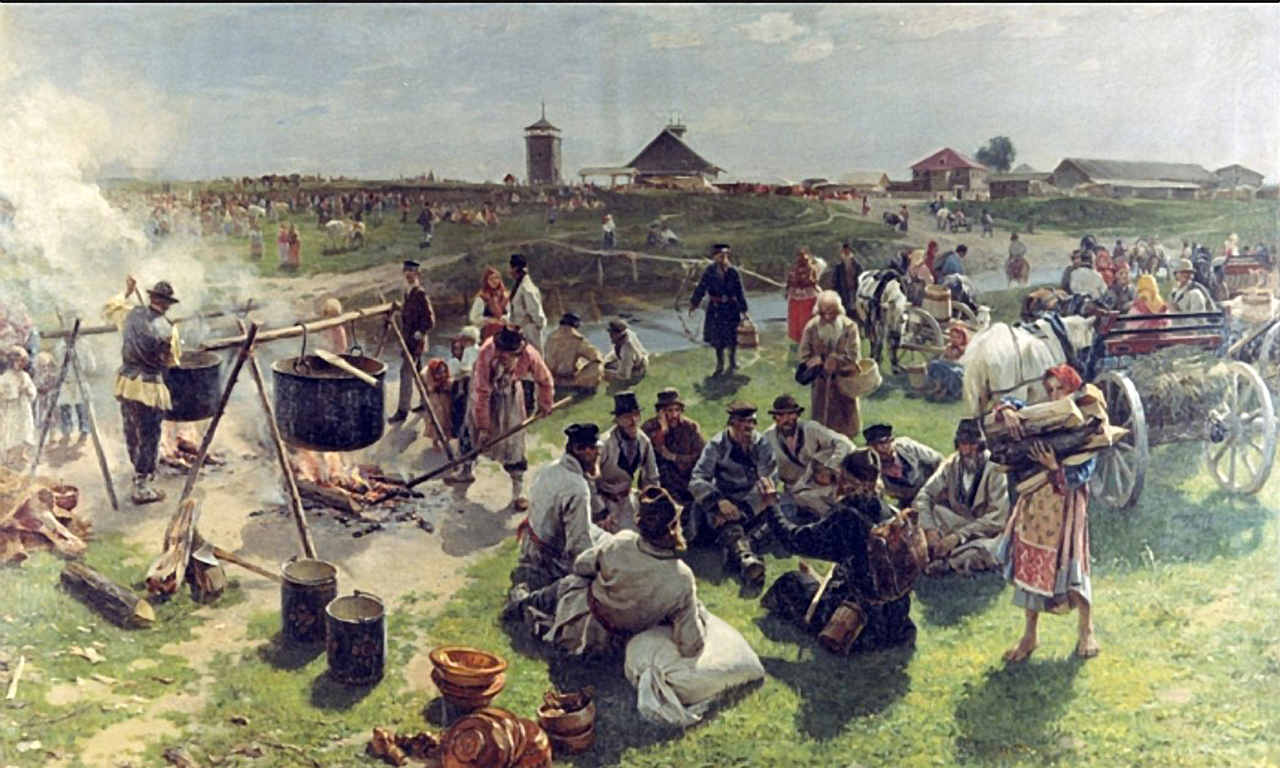
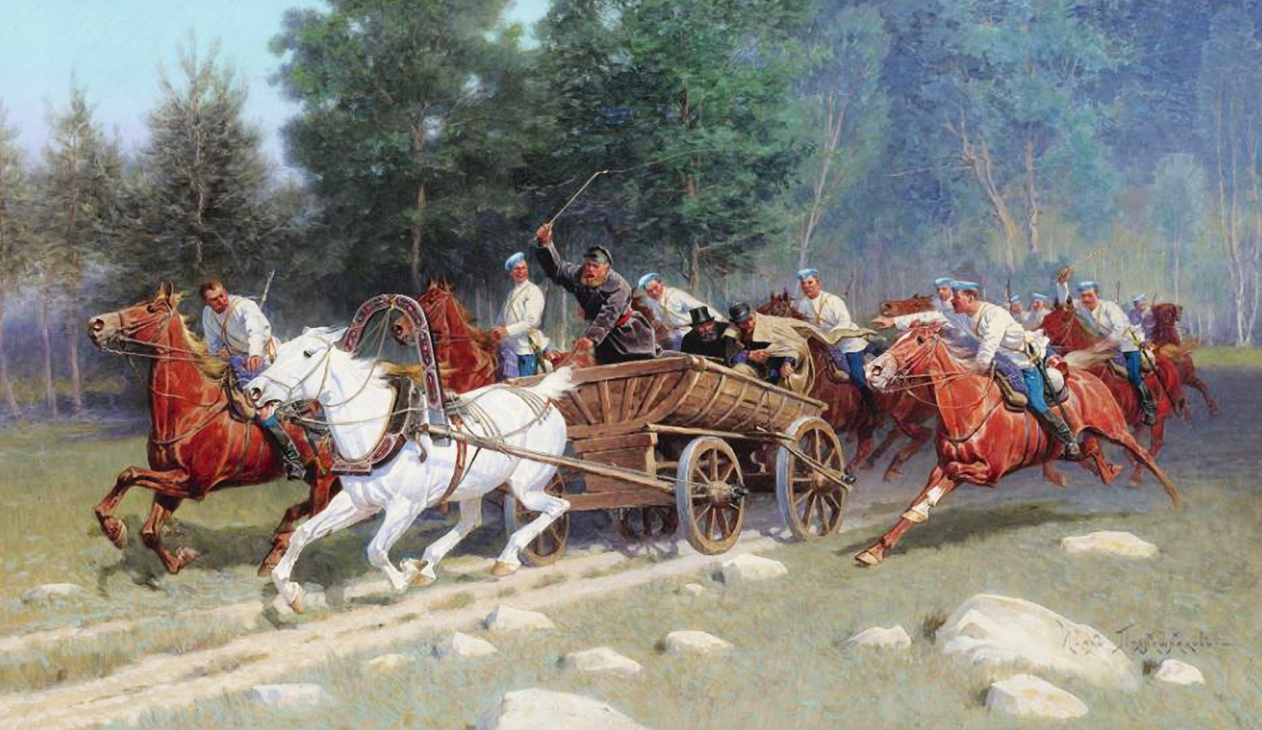
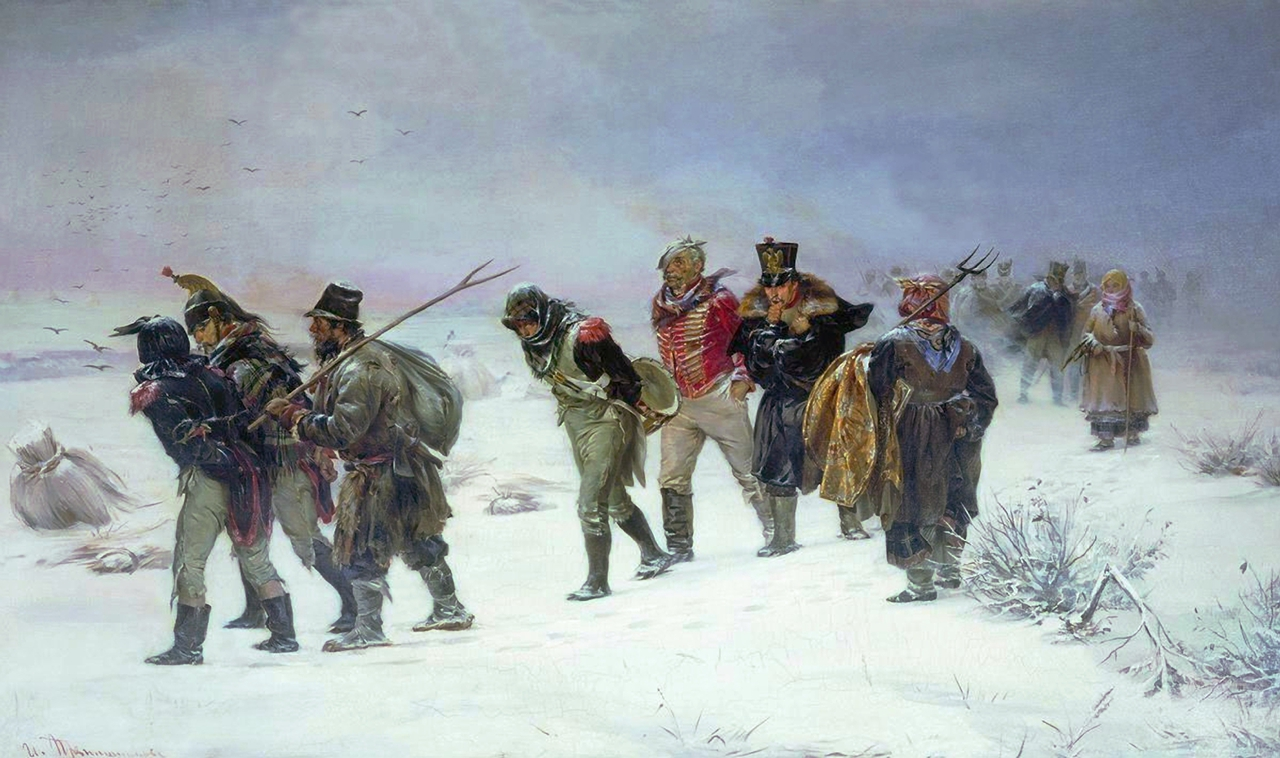